# جبل السلام (البيضاء)

تعديل مصدري - تعديل

جبل السلام هي إحدى قرى عزلة ال اللبني بمديرية البيضاء التابعة لمحافظة البيضاء، بلغ تعداد سكانها 102 نسمة حسب تعداد اليمن لعام 2004.